# Prickskinn
Prickskinn (Hyphoderma macedonicum) är en svampart som först beskrevs av Viktor Litschauer, och fick sitt nu gällande namn av Donk 1957. Prickskinn ingår i släktet Hyphoderma och familjen Meruliaceae.  Arten är reproducerande i Sverige. Inga underarter finns listade i Catalogue of Life.